# Feylinia currori
Feylinia currori — вид сцинків з роду Фейліній родини Сцинкових.

## Опис
Загальна довжина цього сцинка досягає 32 см (більшу частину складає тулуб). Шкіра має сірий, темно—сірий, чорний, сіро—блакитний колір. Голова загострена. Луска нагадує черепицю. Очі вкриті шкірою, через просвічуються скрізь неї у вигляді темних плям. Вони не мають ніг. Зовнішні отвори вух відсутні. Не має скронних дуг. Практично не має лап, окрім рудиментів позаду.

## Спосіб життя
Полюбляє тропічні ліси. Тут селиться під деревами. Ховається в норах та довгих лазах, які гарно риє, а також у термітниках. Активний вночі. Харчується переважно термітами.
Це живородні сцинки. Самиця народжує до 3 дитинчат розміром до 2 см.

## Розповсюдження
Мешкає на території країн: Республіка Конго, Камерун, Екваторіальна Гвінея, Демократична Республіка Конго (колишня Заїр).